# Polyrhachis proxima
Polyrhachis proxima är en myrart som beskrevs av Julius Roger 1863. Polyrhachis proxima ingår i släktet Polyrhachis och familjen myror.

## Underarter
Arten delas in i följande underarter:
- P. p. proxima
- P. p. semirufipes